# Domingo Méndez Capote
Domingo Méndez Capote (Cárdenas, 12 de mayo de 1863-La Habana, 16 de junio de 1934) fue un político y militar cubano.

## Biografía
Nacido en Lagunillas, cerca de la ciudad de Cárdenas, el 12 de mayo de 1863, hijo de Fernando Méndez Gómez y Rosa Capote. Cursó estudios en Derecho. Ejerció como jurista, abogado de grandes empresas en La Habana y profesor de derecho en la Universidad de La Habana.
En 1894, se afilió al Partido Revolucionario Cubano de José Martí. Al estallar la guerra de 1895, dejó su trabajo para unirse a los nacionalistas.
Durante la Guerra de Independencia cubana fue un destacado líder de los independentistas. 
Participó de la Asamblea de La Yaya de 1897, donde asumió el cargo de vicepresidente del gobierno de la República de Cuba en Armas. Fue presidente de la Asamblea de Representantes de la Revolución cubana desde el 7 al 10 de noviembre de 1898.
Tras la victoria cubano-estadounidense que trajo la intervención estadounidense, asumió importantes posiciones en los nuevos gobiernos.
En el primer Consejo de Secretarios bajo John R. Brooke (1898) obtuvo la cartera de Estado y Gobernación. Poco después participaba en el congreso constituyente de 1901 por la provincia de La Habana, siendo el presidente de la mesa de gobierno.
Poco después sería senador por la provincia de Matanzas en 1902 y presidente del senado. Electo vicepresidente en 1905 y 1906, dejó el cargo este último año. Fracasaría en volver a ser electo en 1924 frente a Gerardo Machado.
Falleció en La Habana, el 16 de junio de 1934. Su hija, Renée Méndez-Capote, fue una reconocida escritora cubana.